# برنا (زاکسن)
شهر برنا در ایالت زاکسن در کشور آلمان واقع شده است.